# Tung-Chieh Chuang
Tung-Chieh Chuang (f. 16. september 1982) er en taiwansk født dirigent og vinder af Malko-konkurrencen 2015.
Hans far underviser i valdhorn på The Art Academy of Taipei, mens moderen underviser i cello og en yngre bror spiller valdhorn i Berlins symfoniorkester

## Priser
- 2015 Malko Competition - vinder af førsteprisen samt konkurrencens særpris "Vienna Philharmonic Invitation"
- 2015 Den Internationale Dirigentkonkurrence Sir Georg Solti - andenprisen samt publikumprisen (førsteprisen bilen ikke uddelt)
- 2013 Bamberg Symphony Gustav Mahlers Dirigentkonkurrence - andenprisen
- 2012 Jeunesses Musicales Bucharest International Conducting Competition - tredjeprisen